# Илебю, Арне
Арне Лу́двиг Грундт Илебю́ (норв. Arne Ludwig Grundt Ileby; 2 декабря 1913, Фредрикстад — 25 декабря 1999) — норвежский футболист, играл на позиции нападающего. Участник чемпионата мира 1938 года. Бронзовый призёр летних Олимпийских игр 1936 года.

## Биография

### Игровая карьера
Всю футбольную карьеру играл за «Фредрикстад», в составе которого выиграл 2 чемпионских титула и 5 Кубков Норвегии.
В составе сборной Норвегии принимал участие на олимпийском турнире 1936 года и чемпионате мира 1938 года, но на этих соревнованиях на поле не выходил. Единственный матч за сборную Норвегии сыграл 17 сентября 1939 года в матче со сборной Швеции — Норвегия проиграла матч 2:3.

### Смерть
Скончался 25 декабря 1999 года в возрасте 86 лет.

## Достижения
«Фредрикстад»
- Чемпион Норвегии (2): 1937/38, 1938/39
- Обладатель Кубка Норвегии (5): 1932, 1935, 1936, 1939, 1940